# Dérochoir
Pour les articles homonymes, voir Dérochoir (homonymie).
Le Dérochoir est un glissement de terrain de France, en Haute-Savoie, sur l'adret du massif du Faucigny, sur les communes de Passy et Servoz. Affectant le secteur sous la forme de paquets glissés, il est à l'origine du bouleversement de la topographie et des paysages avec notamment la création et/ou le comblement de nombreux lacs sur des replats où se sont également développés des activités humaines (pastoralisme, sanatoriums, station de sports d'hiver).

## Géographie

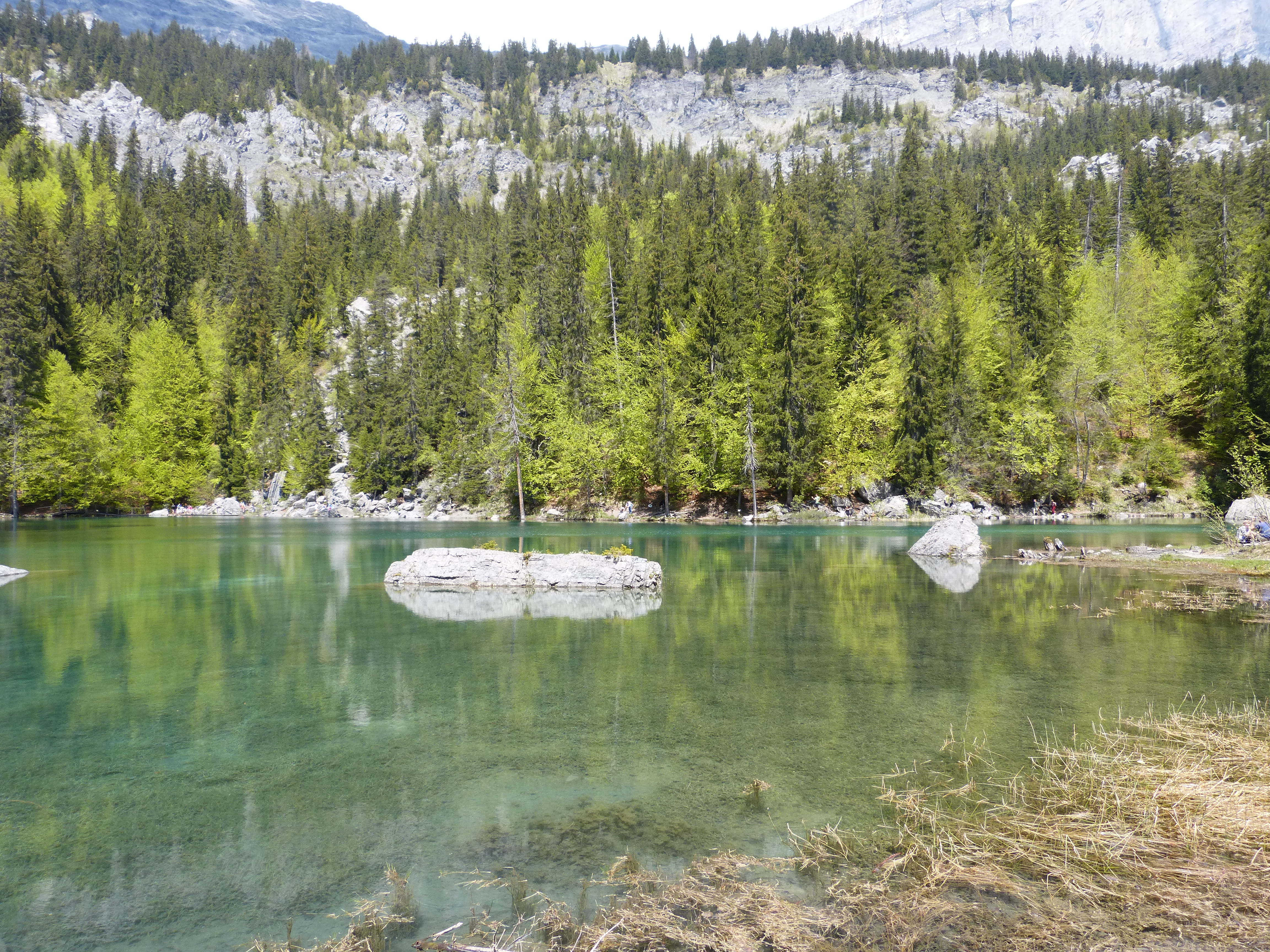
Le lac Vert dominé par une niche d'arrachement.

La zone affectée par les mouvements de terrain, anciens ou actuels, est située sous les falaises méridionales du massif du Faucigny entre le passage des Égratz et le Marteau, entre les torrents de l'Ugine à l'ouest et de Souay à l'est, jusque dans le bas de la vallée de Chamonix à Servoz et de celle de l'Arve à Chedde, soit entre 600 et 2 200 mètres d'altitude et sur 4,5 kilomètres de largeur pour une superficie de 10 km2 et un volume total de l'ordre de 8 à 10 × 109 m3,,. Cependant, le toponyme de Dérochoir est limité à la zone la plus active située directement sous les falaises de la pointe du Dérochoir et du Marteau, au pied du passage et de la brèche du Dérochoir, entre 1 600 et 2 200 mètres d'altitude.
La topographie des lieux est chaotique avec une alternance de replats transversaux à des altitudes variées en lien avec les glissements de terrain rotationnels. Les terrasses ainsi créées accueillent de nombreux lacs (lac Vert, lac des Fins Soudan, les Trois Gouilles) dont certains sont comblés (lac de Servoz, lac de Chedde, lac Gris), de nombreux hameaux et chalets d'alpage (Ayères des Rocs, Ayères des Pierrières, Ayères du Milieu, chalets du Souay, du Gouet, de Péton, du Châtelet et de Barmus, les hameaux de la Côte, des Barbolets, de l'Abergement, de Fieugerand, du Mont, des Combes à Servoz et de Joux, du Lavouet, des Soudans et de Praz Coutant à Passy), des sanatoriums et stations climatiques de Guébriant, Martel de Janville, du Roc des Fiz et de Sancellemoz ainsi que la station de sports d'hiver de Plaine Joux. Entre ces replats reliés entre eux par seulement deux routes et quelques chemins et sentiers, la forêt domine les pentes jusqu'à 1 700 mètres d'altitude avant de laisser la place aux alpages et aux éboulis. Malgré la relative multitude des implantations et des activités sur cette rive gauche de l'Ugine, le contraste est fort avec la rive droite du torrent au-dessus de Passy dont les hameaux et activités sont bien plus nombreuses avec notamment le village de Plateau d'Assy.
Les terrains sont composés d'une alternance de couches de roches dures et plus tendres : à la base, des schistes argilo-gréseux jusqu'à 1 300 mètres d'altitude surmontés de calcaire tithonique de 100 mètres d'épaisseur, puis des marnes et des calcaires jusqu'à 1 800 mètres d'altitude environ au pied des falaises sommitales de 300 à 400 mètres d'épaisseur composées de calcaires gréseux et schisteux de l'Hauterivien, de calcaires urgoniens et de flysch gréseux de l'éocène,,.

## Histoire

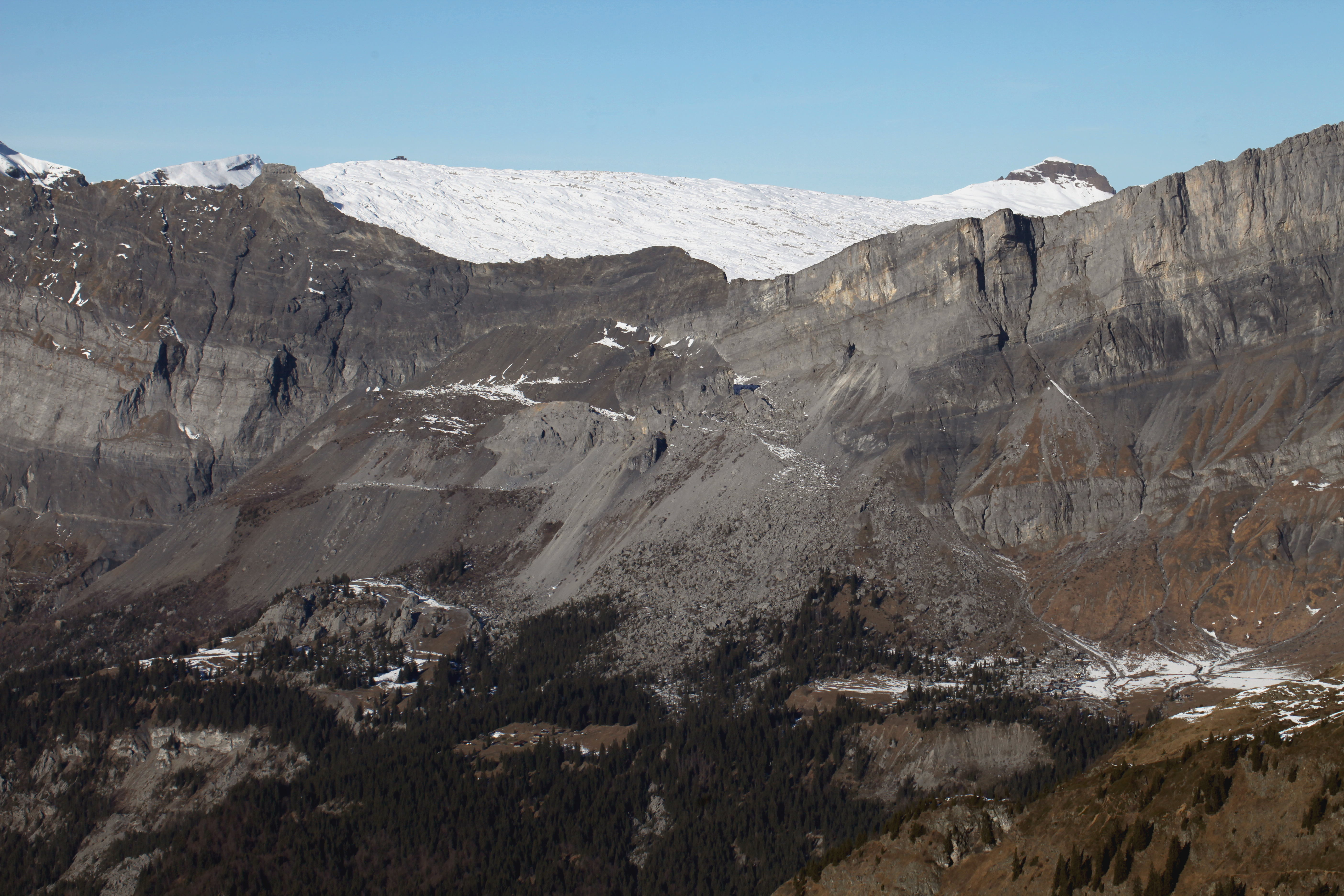
Vue du secteur le plus actif du Dérochoir sous les falaises de la chaîne des Fiz depuis l'aiguillette des Houches au sud-est ; au fond, enneigé, les Grandes Platières dans le Désert de Platé.

Les mouvements ont commencé par la décompression glaciaire liée au retrait du glacier de l'Arve sur ce versant il y a 15 000 ans environ. La masse de glace, venant de la vallée de Chamonix au sud, butait contre le massif du Faucigny qui la déviait vers l'ouest, passant même au-dessus lors des maximums glaciaires. L'érosion fluvioglaciaire à l'œuvre pendant des milliers d'années ainsi que la fracturation du massif et son hétérogénéité lithologique ont alors permis la mise en mouvement gravitaire de grandes masses rocheuses qui n'étaient plus soutenues par la pression de la glace,.
La zone a connu plusieurs phases majeures de glissements de terrain suivant les époques dont celui de 1471 au-dessus de Chedde et de Servoz qui a vu le lac Vert être créé et celui de 1751 en amont au pied de la chaîne des Fiz. La coulée de boue liée à la catastrophe du plateau d'Assy en 1970 est a relier aux différents mouvements de terrain du secteur,.